# Фес-Бульман
Фес-Бульман (араб. فاس بولمان‎, Ǧihâtu Fās-Būlmān) — до 2015 года одна из шестнадцати областей Марокко на севере страны. Преобразована в новую область Фес — Мекнес путём слияния с северной частью бывшей области Мекнес-Тафилалет.
Территория 19 795 км². Население 1 573 055 чел. (перепись 2004 г.). Административный центр — город Фес.
Состояла из трёх провинций и одной префектуры:
- Префектура Фес
- Провинция Мулай-Якуб
- Провинция Сефру
- Провинция Бульман